# .sb
.sb ist die länderspezifische Top-Level-Domain (ccTLD) des Staates der Salomonen. Sie wurde am 19. April 1994 eingeführt und wird von der Solomon Telekom in Honiara verwaltet. Für den operativen Betrieb ist die CoCCA verantwortlich.

## Eigenschaften
Insgesamt darf eine .sb-Domain zwischen drei und 63 Stellen lang sein und nur alphanumerische Zeichen beinhalten. Adressen konnten bis Anfang 2016 nur auf dritter Ebene angemeldet werden, es existieren beispielsweise die Second-Level-Domains .com.sb für kommerzielle Unternehmen, .net.sb für Internet Service Provider oder .org.sb für gemeinnützige Einrichtungen. Jede natürliche oder juristische Person weltweit darf eine .sb-Domain registrieren, ein Wohnsitz oder eine Niederlassung auf den Salomonen sind nicht notwendig. Im Februar 2016 gab Solomon Telekom bekannt, dass Adressen auch auf zweiter Ebene registriert werden können. Solomon Telekom behält sich in der Bekanntmachung vor, den Registrierungsantrag erst nach einer manuellen Prüfung freizugeben.

## Zweckentfremdung
Aufgrund der freien Vergabe wird die Domain in seltenen Fällen für die Stadt Saarbrücken, den Regionalverband Saarbrücken (Kfz-Kennzeichen SB) oder (neben .sa und .saarland) für das Saarland verwendet.